# 长野业盛
長野業盛／氏業（1544年－1566年11月10日）是日本戰國時代武將。上野長野氏的一族。長野業正之子、母親是保戶田氏。幼名是松代。通稱新五郎。官職是左衛門大夫、左京亮、右京進、信濃守、彈正忠。兒子有極樂院鎮良。

## 生平
兄長吉業在河越夜戰時被討死，永祿4年（1561年）因為父親死去，17歳就繼任家督。被稱為與父親一樣是個武勇優秀的人物。但是數度撃退武田軍的業正死去後，令到箕輪眾受到相當大的打擊。永祿9年（1566年），武田信玄率2萬大軍攻來，業盛在居城箕輪城中率領箕輪眾拼命抗戰，但是因為兵力懸殊而敗北，9月29日，在本丸北面的御前曲輪的持佛堂中參拜業正的位牌，與家族一同自殺。享年23歲。遺骸被傷感的僧人法如葬在高崎市（舊群馬町）井出的大円寺中。
辞世句是
業盛之子龜壽丸（2歳）被家臣抱走，並逃到城南1里半的和田山極樂院躲藏。後來出家並改名為鎮良，極樂院第2代院主。
業盛之弟業親之子傳蔵（業實）在武田氏滅亡後，成為領有箕輪的德川四天王的井伊直政的家臣並領有4千石，擔任彦根藩次席家老（『新編高崎市史』）。幕末大老井伊直弼之師長野主膳有可能是業盛的子孫，但不能確定。
弟弟長野正宣後來仕於武田信玄，拜領53貫文的領地。兒子久左衛門正信則住在上野國三寺鄉並改姓三寺氏。